# Callancyla bimaculata
Callancyla bimaculata là một loài bọ cánh cứng trong họ Cerambycidae.